# Campeonato Asiático de Atletismo de 2017 - Decatlo masculino
A prova do decatlo masculino do Campeonato Asiático de Atletismo de 2017 foi disputada  entre os dias 6 e 7 de julho de 2017 no Kalinga Stadium em Bhubaneswar, na Índia. 

## Recordes
Antes desta competição, os recordes mundiais e do campeonato nesta prova eram os seguintes:
|                       | Nome           | Nacionalidade  | Pontos | Local  | Data                 |
| --------------------- | -------------- | -------------- | ------ | ------ | -------------------- |
| Recorde mundial       | Ashton Eaton   | Estados Unidos | 9.045  | Pequim | 29 de agosto de 2015 |
| Recorde do campeonato | Dmitriy Karpov | Cazaquistão    | 8.037  | Pune   | 4 de julho de 2013   |
| Recorde asiático      | Dmitriy Karpov | Cazaquistão    | 8.725  | Atenas | 24 de agosto de 2004 |

## Medalhistas
| Ouro                     | Prata                 | Bronze       |
| Sutthisak Singkhon (THA) | Kazuya Kawasaki (JPN) | Guo Qi (CHN) |

## Resultados

### 100 metros
| Posição | Raia | Atleta                       | Nacionalidade | Tempo | Pontos | Notas |
| ------- | ---- | ---------------------------- | ------------- | ----- | ------ | ----- |
| 1       | 7    | Kazuya Kawasaki              | Japão         | 10.97 | 867    |       |
| 2       | 5    | Sutthisak Singkhon           | Tailândia     | 11.03 | 854    |       |
| 3       | 2    | Tsuyoshi Shimizu             | Japão         | 11.09 | 841    |       |
| 4       | 3    | Majed Radhi Mubarak Al-Sayed | Kuwait        | 11.48 | 757    |       |
| 5       | 4    | Guo Qi                       | China         | 11.49 | 755    |       |
| 6       | 8    | Mohammed Nahedh              | Iraque        | 11.62 | 728    |       |
| 7       | 6    | Abhishek Shetty              | Índia         | 11.78 | 695    |       |

### Salto em distância
| Posição | Atleta                       | Nacionalidade | #1   | #2   | #3   | Resultados | Pontos | Notas | Total |
| ------- | ---------------------------- | ------------- | ---- | ---- | ---- | ---------- | ------ | ----- | ----- |
| 1       | Sutthisak Singkhon           | Tailândia     | 7.70 | 7.79 | 7.75 | 7.79       | 1007   |       | 1861  |
| 2       | Majed Radhi Mubarak Al-Sayed | Kuwait        | 7.77 | 6.76 |      | 7.77       | 1002   |       | 1759  |
| 3       | Tsuyoshi Shimizu             | Japão         | x    | 7.47 | x    | 7.47       | 927    |       | 1768  |
| 4       | Kazuya Kawasaki              | Japão         | 6.82 | x    | 7.34 | 7.34       | 896    |       | 1763  |
| 5       | Guo Qi                       | China         | 6.94 | 7.02 | 6.58 | 7.02       | 818    |       | 1573  |
| 6       | Mohammed Nahedh              | Iraque        | 6.32 | 6.70 | 5.39 | 6.70       | 743    |       | 1471  |
| 7       | Abhishek Shetty              | Índia         | x    | 6.62 | x    | 6.62       | 725    |       | 1420  |

### Arremesso de peso
| Posição | Atleta                       | Nacionalidade | #1 | #2 | #3 | Resultados | Pontos | Notas | Total |
| ------- | ---------------------------- | ------------- | -- | -- | -- | ---------- | ------ | ----- | ----- |
| 1       | Sutthisak Singkhon           | Tailândia     |    |    |    | 14.09      | 734    |       | 2595  |
| 2       | Abhishek Shetty              | Índia         |    |    |    | 13.52      | 699    |       | 2119  |
| 3       | Guo Qi                       | China         |    |    |    | 13.15      | 676    |       | 2249  |
| 4       | Majed Radhi Mubarak Al-Sayed | Kuwait        |    |    |    | 12.81      | 656    |       | 2415  |
| 5       | Tsuyoshi Shimizu             | Japão         |    |    |    | 12.20      | 619    |       | 2387  |
| 6       | Kazuya Kawasaki              | Japão         |    |    |    | 11.48      | 575    |       | 2338  |
| 7       | Mohammed Nahedh              | Iraque        |    |    |    | 9.62       | 463    |       | 1934  |

### Salto em altura
| Posição | Atleta                       | Nacionalidade |  |  |  |  |  |  |  |  | Resultados | Pontos | Notas | Total |
| ------- | ---------------------------- | ------------- |  |  |  |  |  |  |  |  | ---------- | ------ | ----- | ----- |
| 1       | Kazuya Kawasaki              | Japão         |  |  |  |  |  |  |  |  | 2.01       | 813    |       | 3151  |
| 2       | Sutthisak Singkhon           | Tailândia     |  |  |  |  |  |  |  |  | 1.98       | 785    |       | 3380  |
| 3       | Guo Qi                       | China         |  |  |  |  |  |  |  |  | 1.98       | 785    |       | 3034  |
| 4       | Majed Radhi Mubarak Al-Sayed | Kuwait        |  |  |  |  |  |  |  |  | 1.95       | 758    |       | 3173  |
| 5       | Tsuyoshi Shimizu             | Japão         |  |  |  |  |  |  |  |  | 1.92       | 731    |       | 3118  |
| 6       | Abhishek Shetty              | Índia         |  |  |  |  |  |  |  |  | 1.89       | 705    |       | 2824  |
| 7       | Mohammed Nahedh              | Iraque        |  |  |  |  |  |  |  |  | DNS        | 0      |       | 1934  |

### 400 metros
| Posição | Raia | Atleta                       | Nacionalidade | Tempo | Pontos | Notas | Total |
| ------- | ---- | ---------------------------- | ------------- | ----- | ------ | ----- | ----- |
| 1       | 6    | Sutthisak Singkhon           | Tailândia     | 48.70 | 876    |       | 4256  |
| 2       | 2    | Majed Radhi Mubarak Al-Sayed | Kuwait        | 49.17 | 853    |       | 4026  |
| 3       | 8    | Kazuya Kawasaki              | Japão         | 49.38 | 843    |       | 3994  |
| 4       | 5    | Tsuyoshi Shimizu             | Japão         | 50.33 | 799    |       | 3917  |
| 5       | 4    | Guo Qi                       | China         | 51.52 | 746    |       | 3780  |
| 6       | 7    | Abhishek Shetty              | Índia         | 52.02 | 724    |       | 3548  |
| 7       | 3    | Mohammed Nahedh              | Iraque        | DNS   | 0      |       | 1934  |

### 110 metros com barreiras
| Posição | Raia | Atleta                       | Nacionalidade | Tempo | Pontos | Notas | Total |
| ------- | ---- | ---------------------------- | ------------- | ----- | ------ | ----- | ----- |
| 1       | 5    | Guo Qi                       | China         | 14.77 | 878    |       | 4658  |
| 2       | 8    | Sutthisak Singkhon           | Tailândia     | 14.80 | 874    |       | 5130  |
| 3       | 6    | Majed Radhi Mubarak Al-Sayed | Kuwait        | 15.16 | 830    |       | 4856  |
| 4       | 3    | Tsuyoshi Shimizu             | Japão         | 15.21 | 824    |       | 4741  |
| 5       | 2    | Abhishek Shetty              | Índia         | 15.89 | 745    |       | 4293  |
| 6       | 4    | Kazuya Kawasaki              | Japão         | 15.97 | 736    |       | 4730  |
| 7       | 7    | Mohammed Nahedh              | Iraque        | DNS   | 0      |       | 1934  |

### Lançamento de disco
| Posição | Atleta                       | Nacionalidade | #1    | #2    | #3    | Resultados | Pontos | Notas | Total |
| ------- | ---------------------------- | ------------- | ----- | ----- | ----- | ---------- | ------ | ----- | ----- |
| 1       | Sutthisak Singkhon           | Tailândia     | 42.78 | x     | x     | 42.78      | 721    |       | 5851  |
| 2       | Guo Qi                       | China         | 41.19 | 40.58 | 41.91 | 41.91      | 703    |       | 5361  |
| 3       | Abhishek Shetty              | Índia         | 41.17 | x     | 36.89 | 41.17      | 688    |       | 4981  |
| 4       | Kazuya Kawasaki              | Japão         | 36.88 | 33.46 | 36.92 | 36.92      | 602    |       | 5332  |
| 5       | Majed Radhi Mubarak Al-Sayed | Kuwait        | 32.69 | 35.30 | 32.90 | 35.30      | 570    |       | 5426  |
| 6       | Tsuyoshi Shimizu             | Japão         | 35.10 | x     | 29.31 | 35.10      | 566    |       | 5307  |
| 7       | Mohammed Nahedh              | Iraque        |       |       |       | DNS        | 0      |       | 1934  |

### Salto com vara
| Posição | Atleta             | Nacionalidade | 3.80 | 3.90 | 4.00 | 4.10 | 4.20 | 4.30 | 4.40 | 4.50 | 4.60 | 4.70 | 4.80 | Resultados | Pontos | Notas | Total |
| ------- | ------------------ | ------------- | ---- | ---- | ---- | ---- | ---- | ---- | ---- | ---- | ---- | ---- | ---- | ---------- | ------ | ----- | ----- |
| 1       | Guo Qi             | China         | -    | -    | -    | -    | -    | -    | -    | o    | -    | o    | xxx  | 4.70       | 819    |       | 6180  |
| 2       | Kazuya Kawasaki    | Japão         | -    | -    | -    | -    | -    | -    | xo   | -    | o    | xxx  |      | 4.60       | 790    |       | 6122  |
| 3       | R Alzaid           | Kuwait        | o    | -    | o    | -    | xo   | xxx  |      |      |      |      |      | 4.20       | 673    |       | 6099  |
| 4       | Abhishek Shetty    | Índia         | o    | -    | o    | -    | xxx  |      |      |      |      |      |      | 4.00       | 617    |       | 5598  |
| 5       | Sutthisak Singkhon | Tailândia     | o    | o    | xxo  | xxx  |      |      |      |      |      |      |      | 4.00       | 617    |       | 6468  |
| 6       | Tsuyoshi Shimizu   | Japão         | -    | -    | -    | -    | -    | -    | xxx  |      |      |      |      | NM         | 0      |       | 5307  |
| 7       | Mohammed Nahedh    | Iraque        |      |      |      |      |      |      |      |      |      |      |      | DNS        | 0      |       | 1934  |

### Lançamento de dardo
| Posição | Atleta                       | Nacionalidade | #1    | #2    | #3    | Resultados | Pontos | Notas | Total |
| ------- | ---------------------------- | ------------- | ----- | ----- | ----- | ---------- | ------ | ----- | ----- |
| 1       | Kazuya Kawasaki              | Japão         | 53.35 | 57.58 | 61.94 | 61.94      | 767    |       | 6889  |
| 2       | Sutthisak Singkhon           | Tailândia     | 58.50 | 60.64 | 57.87 | 60.64      | 747    |       | 7215  |
| 3       | Abhishek Shetty              | Índia         | 57.98 | 55.08 | 59.51 | 59.51      | 730    |       | 6328  |
| 4       | Guo Qi                       | China         | 50.90 | 52.61 | 49.63 | 52.61      | 627    |       | 6807  |
| 5       | Tsuyoshi Shimizu             | Japão         | x     | x     | 52.28 | 52.28      | 622    |       | 5929  |
| 6       | Majed Radhi Mubarak Al-Sayed | Kuwait        | 49.67 | 48.10 | 49.31 | 49.67      | 584    |       | 6683  |
| 7       | Mohammed Nahedh              | Iraque        |       |       |       | DNS        | 0      |       | 1934  |

### 1500 metros
| Posição | Raia | Atleta                       | Nacionalidade | Tempo   | Pontos | Notas | Total |
| ------- | ---- | ---------------------------- | ------------- | ------- | ------ | ----- | ----- |
| 1       | 4    | Majed Radhi Mubarak Al-Sayed | Kuwait        | 4:27.95 | 758    |       | 7441  |
| 2       | 1    | Kazuya Kawasaki              | Japão         | 4:37.72 | 695    |       | 7584  |
| 3       | 7    | Guo Qi                       | China         | 4:38.73 | 688    |       | 7495  |
| 4       | 5    | Abhishek Shetty              | Índia         | 4:45.18 | 648    |       | 6976  |
| 5       | 3    | Tsuyoshi Shimizu             | Japão         | 4:51.07 | 612    |       | 6541  |
| 6       | 2    | Sutthisak Singkhon           | Tailândia     | 5:07.61 | 517    |       | 7732  |
| 7       | 6    | Mohammed Nahedh              | Iraque        | DNS     | 0      |       | 1934  |

## Classificação final
| Pos.              | Atleta                       | Nacionalidade | 100 m | SD   | AP    | SA   | 400 m | 110 m C/B | AD    | SV   | LD    | 1500 m  | PG   | Notas |
| ----------------- | ---------------------------- | ------------- | ----- | ---- | ----- | ---- | ----- | --------- | ----- | ---- | ----- | ------- | ---- | ----- |
| Medalha de ouro   | Sutthisak Singkhon           | Tailândia     | 11.03 | 7.79 | 14.09 | 1.98 | 48.70 | 14.80     | 42.78 | 4.00 | 60.64 | 5:07.61 | 7732 |       |
| Medalha de prata  | Kazuya Kawasaki              | Japão         | 10.97 | 7.34 | 11.48 | 2.01 | 49.38 | 15.97     | 36.92 | 4.60 | 61.94 | 4:37.72 | 7584 |       |
| Medalha de bronze | Guo Qi                       | China         | 11.49 | 7.02 | 13.15 | 1.98 | 51.52 | 14.77     | 41.91 | 4.70 | 52.61 | 4:38.73 | 7495 |       |
| 4                 | Majed Radhi Mubarak Al-Sayed | Kuwait        | 11.48 | 7.77 | 12.81 | 1.95 | 49.17 | 15.16     | 35.30 | 4.20 | 49.67 | 4:27.95 | 7441 |       |
| 5                 | Abhishek Shetty              | Índia         | 11.78 | 6.62 | 13.52 | 1.89 | 52.02 | 15.89     | 41.17 | 4.00 | 59.51 | 4:45.18 | 6976 |       |
| 6                 | Tsuyoshi Shimizu             | Japão         | 11.09 | 7.47 | 12.20 | 1.92 | 50.33 | 15.21     | 35.10 | NM   | 52.28 | 4:51.07 | 6541 |       |
| 7                 | Mohammed Nahedh              | Iraque        | 11.62 | 6.70 | 9.62  | DNS  | –     | –         | –     | –    | –     | –       | DNF  |       |

Legenda
| Recorde mundial       | Recorde mundial (World record)               |                       | Recorde africano                      | Recorde africano (African) |                                           | Q | Classificado por posição (Qualified) |
| Recorde do campeonato | Recorde do campeonato (Championship record)  | Recorde da América    | Recorde da América (Americas)         | q                          | Classificado por melhor tempo (Qualified) |   |                                      |
| Melhor marca do ano   | Melhor marca do ano (World leading)          | Recorde asiático      | Recorde asiático (Asian)              | DNS                        | Não largou (Did not start)                |   |                                      |
| Recorde nacional      | Recorde nacional (National record)           | Recorde europeu       | Recorde europeu (European)            | DNF                        | Não terminou (Did not finish)             |   |                                      |
| Recorde pessoal       | Recorde pessoal do atleta (Personal best)    | Recorde da Oceania    | Recorde da Oceania (Oceania)          | DSQ / DQ                   | Desclassificado (Disqualified)            |   |                                      |
| Recorde da temporada  | Recorde da temporada do atleta (Season best) | Recorde sul-americano | Recorde sul-americano (South America) | NM                         | Sem marca (No mark)                       |   |                                      |